# Thyateira

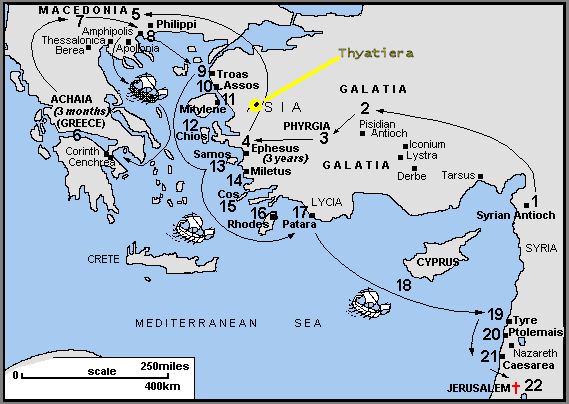
Thyatire et les voyages de l'apôtre Paul.

Thyateira (également Thyatira et Thyatire, en grec : Θυάτειρα) est le nom antique de la ville turque contemporaine d'Akhisar. D’après Étienne de Byzance la ville aurait été nommée Thyateira par Séleucos Ier Nicator (358-280 av. J.-C.) parce qu'il y a appris la naissance d'une fille (en grec : thygater / (acc.) thygatera, Θυγάτηρ / (acc.) Θυγατέρα, fille) mais l'origine de ce nom est peut-être simplement lydienne.

## Histoire
À 25 km aux environs de l’actuel village de Bostanci (jadis Kolokynthi) dans la district de Kırkağaç au nord d’Akhisar, on a découvert des traces d’occupation humaine remontant entre 3000 et 2500 av. J.-C.
Dans l’Antiquité, Strabon écrit que la ville a reçu une colonie macédonienne, et la situe en Mysie à la limite de la Lydie. Pline l’Ancien écrit qu’elle est arrosée par une rivière appelée Lycus (aujourd'hui Kelkit), qu’elle est surnommée Pelopia (« proche » de la limite lydo-mysienne) et Euhippia (« aux bons chevaux ») et il semble la situer plutôt en Lydie.
À l’époque romaine, l’empereur Vespasien y entreprend des travaux. Hadrien la visite en 123 et Caracalla en 215. La ville, alors à son apogée, est renommée alors pour son activité de teinturerie, comme l’attestent des inscriptions relatives à la corporation des teinturiers ainsi qu’un passage des Actes des Apôtres.
À la fin IIe siècle, la communauté chrétienne de Thyatire adopte tout entière le montanisme.
Dès la fin IIIe siècle, Thyatire est un évêché suffragant de Sardes au moins jusqu’au Xe siècle, mais la date de sa disparition est inconnue.
C’est près de cette ville qu’en 366, l’empereur Valens défait l’usurpateur Procope.
Thyateira est l’une des sept églises primitives d’Asie Mineure citées dans l’Apocalypse de saint Jean (Éphèse, Smyrne, Pergame, Thyatire, Sardes, Philadelphie et Laodicée.
De 1968 à 1971, des fouilles ont été menées dans le centre de la ville au lieu appelé aujourd’hui Tepe Mezarlığı (« cimetière de la colline » en turc). On y a trouvé un portique daté entre le IIe et le IVe siècle, et un édifice qui était probablement une basilique civile du Ve ou IVe siècle.
L’acropole de la ville était située sur la colline sur laquelle est construit l’actuel hôpital d’état.
La grande mosquée a été construite sur les bases d’un bâtiment qui a été un temple grec converti en église chrétienne puis en mosquée au XVe siècle par les ottomans.